# Aufrechnung (Deutschland)
Die Aufrechnung (Kompensation) liegt im Rechtssinne vor, wenn der Schuldner seinem Gläubiger eine Gegenforderung mit dem Erfolg entgegenhalten kann, dass der Gläubiger gegen ihn nur noch die Restforderung durchsetzen kann, soweit sie ihm nach Abzug der Gegenforderung verbleibt. Zum Grund einer Aufrechnungslage gehört gemäß § 387 BGB, dass die einander gegenüberstehenden Forderungen gleichartig (Geld oder gleiche Gattung), fällig und durchsetzbar sind (§ 390 BGB).
Als Rechtsfolge tritt ein rückwirkendes Erlöschen zum Zeitpunkt des Beginns der Aufrechnungslage ein, wobei zwischenzeitliche Rechtsfolgen gleichfalls entfallen.

## Grundzüge
Die Aufrechnung ist ein Gestaltungsgeschäft und kann durch eine Partei einseitig erklärt werden. In der Praxis kommen häufig Aufrechnungsverträge zum Zug. Mit dem Aufrechnungsvertrag streben die Vertragsparteien die Tilgung bereits entstandener oder zukünftig entstehender Forderungen durch Verrechnung an. „Die Aufrechnung dient nicht dem Zweck, dem Schuldner Klarheit über das Erfüllungsverlangen zu verschaffen, sondern ist Surrogat der Erfüllung.“
An die aufzurechnenden Forderungen/Verbindlichkeiten stellt das Gesetz einige Anforderungen (Aufrechnungslage). Ohne Aufrechnungslage müsste davon ausgegangen werden, dass zwei getrennt voneinander bestehende Forderungen, die aus je eigenen (verschiedenen) Schuldverhältnissen herrühren, auch unabhängig voneinander gegenüber dem jeweils anderen beglichen werden müssten. Jeder hätte demnach auf seine eigene Schuld und ohne gegenseitige Verrechnung zu leisten. 
Gemäß § 387 BGB müssen die Forderungen gleichartig sein, beide müssen „in Geld“ bestehen oder anderweitig gleicher Gattung sein. Nach § 388 BGB darf die Aufrechnungserklärung nicht von einer Bedingung oder Zeitbestimmung abhängig sein, die Forderungen brauchen gemäß § 389 BGB nicht betragsgleich zu sein und dürfen nicht mit Einreden behaftet sein (§ 390 BGB). Sind die aufzurechnenden Forderungen ungleich hoch, so hat die Aufrechnung nur zur Folge, dass die Forderungen in dem Umfang erlöschen, in dem sie sich zur Zeit der Aufrechnungserklärung gedeckt haben. Forderungen aus unerlaubten Handlungen oder unpfändbare Forderungen sind nicht aufrechenbar (§ 393 BGB, § 394 BGB). 
Die Forderungen müssen gegenseitig sein, also kann nur mit einer Forderung aufgerechnet werden, die dem Schuldner gegen den Gläubiger zusteht. Außerdem können nur fällige Forderungen kompensiert werden. Besteht eine Aufrechnungslage, bedeutet das, dass die Forderungen auf Gegenseitigkeit gerichtet sind, zwischen den Protagonisten also Personenidentität besteht. Ein Dritter ist daran nicht beteiligt. Der Aufrechnung liegt der Gedanke zugrunde, dass eine Doppelleistung durch Hin- und Herzahlen zwischen den Parteien vermieden wird. Eine gesetzliche Ausnahme zur Personenidentität besteht mit § 406 BGB: die Norm weist an, dass Gegenseitigkeit der Forderungslage dann nicht vorliegen muss, wenn die Forderung des Gegenübers abgetreten worden ist und die Aufrechnung daher gegenüber dem neuen Gläubiger betrieben werden kann. Die Hauptforderung selbst muss gemäß §§ 271, § 392 BGB erfüllbar sein. Gemäß § 388 BGB muss die Aufrechnung erklärt werden.
Aufrechnungen können vertraglich ausgeschlossen werden, können aber auch kraft gesetzlicher Anordnung ausgeschlossen sein. Zu beachten ist bei vertraglichen Ausschlüssen § 309 Nr. 3 BGB, wonach Aufrechnungsverbote bei standardmäßiger Verwendung unter das Klauselverbot ohne Wertungsmöglichkeit fallen und zur Unwirksamkeit führen. Das Gesetz bestimmt allerdings Aufrechnungsverbote in bestimmten Zusammenhängen. So sind Forderungen aus unerlaubten Handlungen oder unpfändbare Forderungen nicht aufrechenbar (§ 393 BGB, § 394 BGB).
Die Rechtsfolge einer Aufrechnung ergibt sich aus § 389 BGB. Die Forderungen erlöschen rückwirkend auf den Zeitpunkt des Beginns der Aufrechnungslage. Zwischenzeitlich eingetretene Rechtsfolgen entfallen gleichfalls.

## Geschichte
Im römischen Recht war die Aufrechnung (compensatio) prozessrechtlicher Natur, wobei lange nicht zwischen materiellem Recht und Prozessrecht unterschieden wurde (vgl. Liste der actiones). Der klassische Jurist Gaius berichtet in seinen Institutionen davon, dass dem Richter Ermessensspielraum eingeräumt war. Er konnte Forderungen gegeneinander aufrechnen, sofern sie aus demselben Schuldverhältnis herrührten (ex eadem causa). Abgestellt wurde allerdings nicht auf die Gleichartigkeit der Forderungen, sondern auf eine ökonomische Abwicklung aller Ansprüche unter den Parteien. Bankiers (argentarii) konnten aufrechnen, sofern die Forderungen gleichartiger Natur waren. Paulus stellte erstmals in diesem Zusammenhang die dolo agit-Einrede auf. Arglistig verhalte sich, wer etwas fordere, was er alsbald wieder zurückzugewähren habe, weil kein Rechtsgrund die Herausgabe rechtfertige. Das Hin- und Herzahlen einer Geldsumme im Zweipersonenverhältnis galt als Selbstverständlichkeit. Erst später erlosch die Forderung entweder durch Erfüllung (solutio), also Bewirkung der geschuldeten Leistung an den Gläubiger, oder durch Vereinigung von Schuld und Forderung in einer Hand (confusio) beziehungsweise durch Aufrechnung. Der römische Konkursverwalter besaß das Recht der Aufrechnung, das noch heute in § 94 f. InsO verankert ist.
Als Tilgungsart von gegenseitigen Schulden erschien die Aufrechnung erstmals im mittelalterlichen römischen Brachylogus (III, 18), etwa um 1100. Es verfestigten sich später durch Glossatoren zwei Lehrmeinungen, die sich mit der Entstehung der Aufrechnung befassten. Nach Martinus Gosia (vor 1166) entstand sie kraft Gesetzes als Legalaufrechnung (ipso jure compensantur) oder dem Azo Portius zufolge (vor 1220) durch einseitige vertragliche Aufrechnung (ope exceptionis compensantur). Martinus wollte die Forderungen im Moment ihres Gegenüberstehens automatisch erlöschen lassen, für Azo musste jemand die Aufrechnung erklären.
Das mittelhochdeutsche Wort Aufrechnung („uffrechnunge“) ist seit dem Jahr 1372 bekannt. Im Spätmittelalter hing die Aufrechenbarkeit von der Konnexität (Herkunft aus demselben Rechtsverhältnis), später auch von der gegenseitigen Fälligkeit und Beweisbarkeit ab. Der Codex Maximilianeus Bavaricus Civilis verwendete den Begriff „Compensation“, der Codex Theresianus (1766) sprach bereits von der Aufrechnung.
Das Allgemeine Preußische Landrecht (PrALR) befasste sich ausführlich mit der Aufrechnung, begrifflich mit der „Compensation“: „…Die Aufhebung der Verbindlichkeiten, welche durch gegenseitige Anrechnung dessen, was einer dem andern schuldig ist, erfolgt, wird Compensation genannt“ (I 16 § 300 APL). Die Aufrechnungslage wurde gesetzlich geregelt (I 16 § 301 APL). Das Badische Landrecht (1810) sprach in Satz 1297 von der Aufrechnung mehrerer Schuldposten eines Schuldners. Das österreichische ABGB erwähnte die „Compensation“, doch benutzte § 1441 ABGB das deutsche Wort Aufrechnung. Erst nach 1876 setzte sich die Aufrechnung als Begriff gegen die „Compensation“ durch.

### Aufrechnung im Prozess (Prozessaufrechnung)
Die Aufrechnung kann auch zur Verteidigung im Zivilprozess erfolgen. Sie hat dann eine Doppelnatur und ist materielles Rechtsgeschäft sowie Prozesshandlung gleichermaßen. Soweit über die Aufrechnung entschieden wird, erwächst auch die Entscheidung über die Aufrechnungsforderung in Rechtskraft (§ 322 Abs. 2 ZPO). Die Aufrechnung kann auch nur für den Fall erfolgen, dass die Klageforderung nicht bereits aus anderen Gründen unbegründet ist. Dann spricht man von einer Hilfsaufrechnung (Eventualaufrechnung). Die Prozessaufrechnung erzeugt keine Rechtshängigkeit des Aufrechnungsanspruches.
Ist die Klage über die Hauptforderung bereits entscheidungsreif und droht durch eine zweifelhafte Aufrechnungserklärung des Beklagten eine Prozessverschleppung, kann im Interesse des Klägers an zügiger Titulierung unter bestimmten Voraussetzungen ein Vorbehaltsurteil ergehen, aus dem der Kläger bereits vollstrecken kann.

### Aufrechnung mit verjährter Gegenforderung
Der Aufrechnungsforderung dürfen keine Einreden entgegenstehen. Für die Verjährung gilt allerdings eine Sonderregelung. Die Verjährung schließt die Aufrechnung nicht aus, wenn die Aufrechnungsforderung noch nicht verjährt war, als erstmals hätte aufgerechnet werden können (§ 215 BGB).

### Verrechnung im Sozialrecht
Als Sonderform der Aufrechnung gibt es im Bereich des Sozialrechts die Verrechnung. Sie ist in § 52 SGB I geregelt. Sie ermöglicht es einem Sozialleistungsträger, die eigene Zahlungsverpflichtung mit Forderungen eines anderen Sozialleistungsträgers gegen den Leistungsempfänger zu verrechnen, wenn er von diesem dazu ermächtigt wurde und die sonstigen Aufrechnungsvoraussetzungen vorliegen. Das besondere an der Verrechnung ist, dass hier ausnahmsweise kein Gegenseitigkeitsverhältnis zwischen Hauptforderung und Gegenforderung erforderlich ist. Begründet wird diese Ausnahme damit, dass die reine organisatorische Aufspaltung der sozialen Sicherheitssysteme in eigenständige Körperschaften und Anstalten dem Schuldner nicht zugutekommen soll.
Beispiel
Der etwas ältere Kaufmann A führt ein kleines Geschäft und beschäftigt zwei Angestellte. Als es mit dem Geschäft nicht so gut läuft, gerät er gegenüber der Krankenkasse (Einzugsstelle) in Beitragsrückstand. Schließlich gibt er das Geschäft auf und beantragt seine Altersrente, ohne den Beitragsrückstand beglichen zu haben. Nun kann die Rentenversicherung gegen die Rentenzahlung mit den rückständigen Beitragsforderungen der Krankenkasse verrechnen, wenn sie von der Krankenkasse dazu ermächtigt wird.
Im Regelfall kann bis zur halben Höhe der Sozialleistung verrechnet werden. Dies gilt nicht, wenn der Schuldner nachweist, dass er durch die Verrechnung seinen Lebensunterhalt nicht mehr bestreiten kann und Leistungen wie Sozialgeld, Grundsicherung oder Arbeitslosengeld II beantragen muss. Die Beweislast liegt beim Schuldner. Der Nachweis ist durch eine sogenannte Bedarfsbescheinigung des Sozialhilfeträgers zu führen. Zu beachten ist ferner, dass rückwirkend niemals Bedürftigkeit eintreten kann und somit bei etwaigen Nachzahlungen (wie etwa Rentennachzahlungen) immer die halbe Nachzahlung verrechnet werden kann. Ein Widerspruch hat gemäß § 86a SGG aufschiebende Wirkung.
Im sozialrechtlichen Abrechnungsstreit zwischen Krankenhaus und Krankenkasse hat das Bundessozialgericht die Praxis der Aufrechnung streitiger Forderungen der Krankenkassen gegen unstreitige Forderungen der Krankenhäusern gebilligt: Auch bei Sammelabrechnungen ist der Aufrechnungswille hinreichend erkennbar. Bei mehreren Forderungen gelten im Zweifel die allgemeinen Regeln des BGB, um eine Tilgungsreihenfolge zu bestimmen.

### Aufrechnung im Steuerrecht
Für die Aufrechnung mit Ansprüchen aus dem Steuerschuldverhältnis sowie für die Aufrechnung gegen diese Ansprüche gelten sinngemäß die §§ 387 bis 396 BGB, soweit nichts anderes bestimmt ist. Steuerpflichtige können nur mit unbestrittenen oder rechtskräftig festgestellten Gegenansprüchen aufrechnen (§ 226 AO). Eine Aufrechnung durch das Finanzamt kann explizit als solche oder als Umbuchung bezeichnet sein, auch mit einem Steuerbescheid verbunden werden und stellt keinen Verwaltungsakt dar. Damit wird die Aufrechnungserklärung auch nicht gemäß § 122 Abs. 2 AO bekanntgegeben. Vielmehr wird über Streitigkeiten im Erhebungsverfahren mittels Abrechnungsbescheid entschieden. Hiergegen kann Einspruch eingelegt werden, nicht jedoch gegen die Aufrechnungserklärung. Der besondere Vorteil der Aufrechnung besteht darin, dass damit selbst die zeitlich frühere Pfändung überspielt wird, da die Aufrechnung zeitlich auf den Zeitpunkt der Aufrechnungslage zurückwirkt. Eine besondere Form der Aufrechnung ist der Aufrechnungs- oder Verrechnungsvertrag, mit dem das Guthaben eines Dritten zur Tilgung der Steuerschuld verwendet wird.

### Insolvenz
Das Insolvenzrecht erkennt bestehende Aufrechnungslagen ausdrücklich an. Ist ein Gläubiger zur Zeit der Eröffnung des Insolvenzverfahrens kraft Gesetzes oder auf Grund einer Vereinbarung zur Aufrechnung berechtigt, so wird dieses Recht durch das Verfahren gemäß § 94 Insolvenzordnung (InsO) nicht berührt. Deshalb ist auch die Konzernverrechnungsklausel als rechtswirksam anzusehen.